# Nun Major
Nun Major è un singolo del gruppo musicale statunitense Shoreline Mafia pubblicato il 1º novembre 2017.

## Tracce
1. Nun Major – 2:31